# Архиепархия Апамеи Сирийской

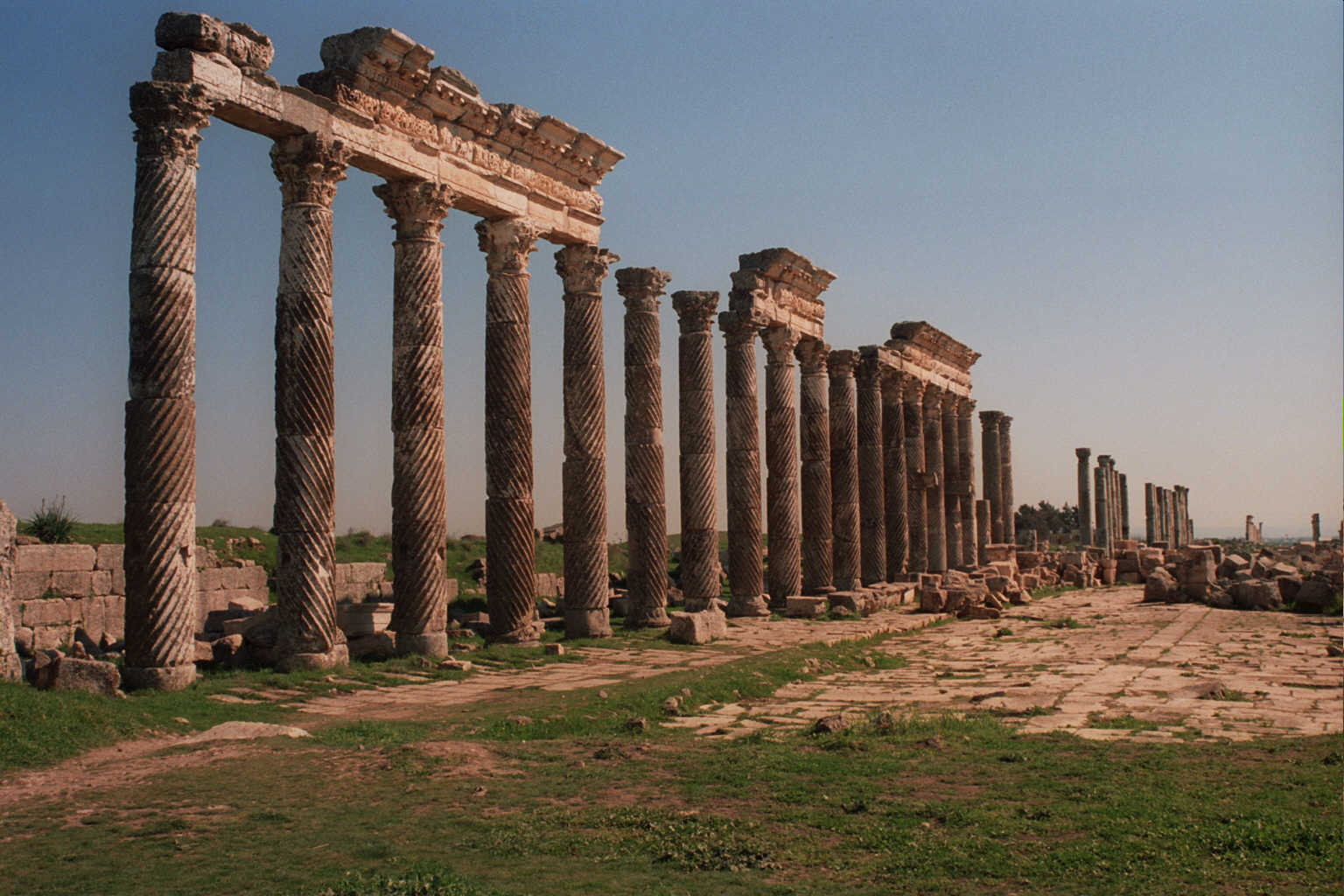
руины города Апамеи

Архиепархия Апамеи Сирийской (лат. Archidioecesis Apamena in Syria) — упразднённая архиепархия Антиохийского патриархата, в настоящее время титулярная архиепархия Римско-Католической церкви.

## История
Античный город Апамея был столицей римской провинции Сирия и до VIII века был центром одноимённой архиепархии Антиохийского патриархата. Сегодня город Апамея идентифицируется с археологическими раскопками "Калаат аль-Мадик" около города Хама. Согласно «Notitia Episcopatuum», в митрополию Апамеи Сирийской входили епархии Аретузы, Епифании Сирийской, Лариссы Сирийской, Мариаммы, Селеукобеля, Рафанеи и Баланеи.
В VIII веке епархия Апамеи Сирийской Антиохийского патриархата прекратила своё существование.
В эпоху крестовых походов Католической церковью была предпринята попытка воссоздать архиепархию Апамеи и Антиохийский латинский патриархат. В период с конца XI века и до середины XIII века известны имена нескольких латинских епископом Апамеи. В это же время были конфликты между епископами Апамеи вследствие того, что они назначались из графства Триполи и Антиохийского княжества.
С 1345 года архиепархия Апамеи Сирийской является титулярной архиепархией Римско-Католической церкви.

## Греческие архиепископы
| - архиепископ Аристарх; - архиепископ Иеремия; - архиепископ Теофил; - архиепископ Альфей (325—341); - архиепископ Ураний (упоминается в 363 году); - архиепископ Иоанн (упоминается в 381 году); - архиепископ святой Маркелл (упоминается в 390 году); - архиепископ Агапит; - архиепископ Александр (431—434); - архиепископ Домн (упоминается в 451 году); - архиепископ Конон (упоминается в 475 году); - архиепископ Марин; - архиепископ Пётр (упоминается в 518 году); - архиепископ Исаак; - архиепископ Павел; - архиепископ Фома (упоминается в 553 году); - архиепископ Томарик (упоминается в 648 году); - архиепископ Георгий (упоминается в 711 году) — назначен архиепископом Мартирополя; | - архиепископ Pietro di Narbonne (сентябрь 1098—1119); - Аноним (упоминается в 1123); - архиепископ Serlo (1136—1142); - архиепископ B. (1142—1144); - епископ Лоренцо (? — 17.93.1189) — назначен епископом Триполи; - архиепископ Отон (упоминается в 1215 году); - архиепископ Ансельм (упоминается в 1223); - Аноним (упоминается в 1238 году); - архиепископ Пётр (упоминается в 1244 году). |  |

## Титулярные архиепископы
- архиепископ Ortolfo di Aczenbruck O.P.[1] (7.08.1345 — ?);
- архиепископ Джованни (2.05.1353 — ?);
- архиепископ Jean de Laux (5.05.1484 — ?);
  - вакансия;
- архиепископ Nicola Maria Tedeschi O.S.B. (2.03.1722 — 29.09.1741);
- архиепископ Стефан Эводий Ассемани (1736 — 24.11.1782);
- архиепископ Луиджи Руффо Шилла (11 апреля 1785 — 9 августа 1802) — назначен архиепископом Неаполя;
- архиепископ Антонио Бриганти (2.10.1882 — 2.08.1906);
- епископ Giuseppe Ridolfi (6.08.1906 — 10.08.1912) — назначен архиепископом Отранто;
- архиепископ René-François Renou (2.08.1913 — 1.03.1920);
- архиепископ Клементе Микара (7.05.1920 — 18.02.1946) — выбран кардиналом;
- архиепископ Luigi Arrigoni (31.05.1946 — 6.07.1948);
- архиепископ Paolo Pappalardo (7.08.1948 — 6.08.1966);
- архиепископ Eris Norman Michael O’Brien (20.11.1966 — 28.02.1974);

## Источник
- Annuario Pontificio, Libreria Editrice Vaticana, Città del Vaticano, 2003, стр. 760, ISBN 88-209-7422-3
- Pius Bonifacius Gams, Series episcoporum Ecclesiae Catholicae Архивная копия от 26 июня 2015 на Wayback Machine, Leipzig 1931, стр. 436  (лат.)
- Michel Lequien, Oriens christianus in quatuor Patriarchatus digestus Архивная копия от 7 августа 2017 на Wayback Machine, Parigi 1740, Tomo II, coll. 909—914  (лат.)
- Gaetano Moroni, Dizionario di erudizione storico-ecclesiastica, Vol. 2 Архивная копия от 26 июля 2020 на Wayback Machine, стр. 235  (лат.)
- Charles D. Du Cange, Nicolas Rodolphe Taranne, Emmanuel Guillaume Rey, Les familles d’outre-mer, Parigi, Imprimerie Impériale [1869], стр. 766  (фр.)
- Jean Richard, Note sur l’archidiocèse d’Apamée et les conquêtes de Raymond de Saint-Gilles en Syrie du Nord Архивная копия от 9 августа 2014 на Wayback Machine, in Syria. Archéologie, Art et histoire, Anno 1946, Volume 25, n° 1, стр. 103—108  (фр.)
- Konrad Eubel, Hierarchia Catholica Medii Aevi, vol. 1 Архивная копия от 9 июля 2019 на Wayback Machine, стр. 94; vol. 2 Архивная копия от 4 октября 2018 на Wayback Machine, стр. XIV e 90  (лат.)
- La Gerarghia Cattolica